# Ophiocentrus spinacutus
Ophiocentrus spinacutus is een slangster uit de familie Amphiuridae.
De wetenschappelijke naam van de soort werd in 1978 gepubliceerd door Gustave Cherbonnier & Alain Guille.